# Edward Mitchell (aviron)
Pour les articles homonymes, voir Edward Mitchell et Mitchell.
Edward Paul Mitchell est un rameur d'aviron américain né le 23 juillet 1901 à Philadelphie où il est mort le 25 juin 1970.

## Biographie
Edward Mitchell participe aux Jeux olympiques d'été de 1924 à Paris à l'épreuve de quatre avec barreur et remporte la médaille de bronze.